# 鈴木謙二
鈴木 謙二（すずき けんじ、1889年（明治22年）11月16日 - 1948年（昭和23年）2月25日）は、大日本帝国陸軍軍人。最終階級は陸軍少将。功三級。

## 経歴
新潟県岩船郡村上本町（村上町を経て、現在の村上市）出身。陸軍士官学校第23期、陸軍大学校第34期卒業。1921年（大正10年）4月に陸軍歩兵大尉に進級し、1926年（大正15年）8月に陸軍歩兵学校教官兼同校研究部部員陸軍大学校兵学教官に就任した。1927年（昭和2年）5月に陸軍歩兵少佐に進級し、同年8月に陸軍大学校兵学教官専任となり、1930年（昭和5年）12月に近衛歩兵第1連隊附に移り、1931年（昭和6年）6月に陸軍歩兵中佐に進級した。1932年（昭和7年）4月に第10師団参謀に転じ、満州事変に出動。1933年（昭和8年）1月に陸軍兵器本廠附兼陸軍省副官に就任した。
1935年（昭和10年）8月1日、陸軍歩兵大佐進級と同時に陸軍大学校研究部主事に就任し、1936年（昭和11年）8月には陸軍大学校副官に転補された。1937年（昭和12年）3月に歩兵第80連隊長（第20師団・歩兵第40旅団）に着任し、日中戦争勃発後に応急動員され出動。第2軍隷下に入り平津作戦、保定会戦、石家荘会戦を連戦し、娘子関を猛攻撃で突破し、太原作戦にも参加。さらに山西省中部に出動した。1938年（昭和13年）7月15日、陸軍少将進級と同時に留守第12師団司令部附（西部防衛司令部）となり、この間大日本傷痍軍人会山口県支部相談役、恩賜財団軍人援護会山口県支部常務理事を務めた。1939年（昭和14年）12月27日に第10師団司令部附に転じ、1940年（昭和15年）12月2日に待命となり、12月26日に予備役に編入された。